# Beechmount
Beechmount è un quartiere di Edimburgo, capitale della Scozia. Si trova a sud della A8 (o Corstorphine Road). È nelle vicinanze del club golfistico di Carrick Knowe.